# Gefäßtonus
Der Gefäßtonus ist die aktiv gehaltene Spannung, die in einem Gefäßsegment von der glatten Gefäßmuskulatur entwickelt wird. Er ist so ein entscheidendes Stellglied für die Organdurchblutung und beeinflusst maßgeblich die Physik des Blutkreislaufs.

## Funktion
OrgandurchblutungDer Gefäßtonus der einzelnen Gefäßsegmente kann von Organ zu Organ unterschiedlich reguliert werden und bestimmt jeweils den Widerstand, den das einzelne Organ der Durchblutung entgegensetzt. Dies beeinflusst dann die Durchblutung des einzelnen Organs.
BlutkreislaufIn der Summe erzeugt der jeweilige Gefäßtonus in der Körperperipherie den totalen peripheren oder pulmonalen Widerstand (total peripheral resistance TPR oder systemic vascular resistance SVR), der mit dem Herzzeitvolumen (HZV) den Blutdruck beeinflusst analog zum ohmschen Gesetz.
Stromkreis: {\displaystyle R={\frac {U}{I}}}
entspricht für den Widerstand eines einzelnen Gefäßsegments
{\displaystyle R={\frac {\Delta p}{\dot {V}}}}
{\displaystyle {\text{TPR}}={\frac {{\text{MAP}}-{\text{ZVD}}}{\text{HZV}}}}
{\displaystyle \Delta p} (arteriovenöse Druckdifferenz) ist die Druckdifferenz zwischen venösem (zentralvenöser Druck ZVD) und arteriellen (mittlerer arterieller Druck MAD oder englisch MAP) Schenkel und entspricht im Stromkreislauf der elektrischen Spannung U. Das HZV oder Q (Blutfluss) entspricht der Stromstärke I und der elektrische Widerstand  R (Widerstand) dem TPR.

## Regulation
Die Regulation erfolgt über zentrale (Blutdruck) und lokale Mechanismen. Es gibt hierbei unterschiedliche Rezeptorverteilungen im Körper, auch die Gefäße haben unterschiedliche Eigenschaften.
- Gefäßnerven (Vasomotoren): Freisetzung von Noradrenalin wirkt
  - niedrig dosiert auf alpha1-Rezeptoren ⇒ Gefäßkonstriktion (Engstellung) vor allem kleiner Arterien.
  - (hochdosiert auf präsynaptische alpha2-Rezeptoren ⇒ Hemmung der Noradrenalinfreisetzung als Gegenregulation)
- zirkulierende Hormone: Adrenalin gelangt über den Blutweg zu den beta2-Rezeptoren ⇒ Weitstellung der Herzkranzgefäße
- myogene Antwort der glatten Muskulatur auf Dehnung
- lokale Faktoren:
  - Stoffwechselendprodukte wie ADP, AMP, Adenosin, Kalium, Wasserstoff-Ionen („Säure“), CO2- und O2-Mangel signalisieren den kleinen Arterien vermehrten Durchblutungsbedarf und wirken gefäßerweiternd.
  - Prostacyclin I 2 (PGI2)
  - Stickstoffmonoxid NO (Synonym EDRF (endothelium-derived relaxing factor))
  - Endotheline
- flussabhängige Vasodilatation (Gefäßerweiterung)

weitere Gefäßdilatatoren:
- Histamin
- verschiedene Entzündungsmediatoren